# Helen Cresswell
Helen Cresswell (11 de julho de 1934, Kirkby in Ashfield — 26 de setembro de 2005, Eakring, Nottinghamshire) foi um escritor inglês de mais de cem livros para crianças, incluindo a série Lizzie Dripping, e The Bagthorpe Saga.

### Lizzie Dripping
- Lizzie Dripping (1973)
- Lizzie Dripping by the Sea (1974)
- Lizzie Dripping and the Little Angel (1974)
- Lizzie Dripping and the Witch (1974)
- Lizzie Dripping on Holiday (1994)

### Posy Bates
- Meet Posy Bates (1992)
- Posy Bates and the Bag Lady (1994)
- Posy Bates, Again! (1994)

### Two Hoots
- Two Hoots (1974) (with Martine Blanc)
- Two Hoots go to the sea (1974) (with Martine Blanc)
- Two Hoots in the Snow (1975) (with Martine Blanc)
- Two Hoots and the Big Bad Bird (1975) (with Martine Blanc)
- Two Hoots Play Hide-And Seek (1977) (with Martine Blanc)
- Two Hoots and the King (1977) (with Martine Blanc)

### Winklesea
- A Gift from Winklesea (1987)
- Whatever Happened in Winklesea? (1991)
- Mystery at Winklesea (1995)

### Bagthorpe
- Ordinary Jack (1977)
- Absolute Zero (1978)
- Bagthorpes Unlimited (1978)
- Bagthorpes v The World (1979)
- Bagthorpes Abroad (1984)
- Bagthorpes Haunted (1985)
- Bagthorpes Liberated (1989)
- The Bagthorpe Triangle (1992)
- Bagthorpes Besieged (1997)
- Bagthorpes Battered (2001)